# 陳姿利
陳姿利（1983年9月21日—），是一名台灣新聞主播，曾任壹電視新聞台《透早新聞》主播、氣象主播，現任三立iNEWS主播、氣象主播、《智富食代》主持人、三立新聞台主播。

## 學歷
- 政治大學新聞系

## 經歷
- 東森財經新聞台記者
- 中天新聞台記者
- TVBS新聞台記者
- 壹電視新聞台記者、氣象主播、主播、主持人
- 三立iNEWS主播、氣象主播、主持人
- 三立新聞台主播

## 曾主播過或主持過的節目
| 時間                         | 頻道         | 節目               | 備註     |
| 2013年-2023年10月23日        | 壹電視新聞台 | 《整點新聞》       | 主播     |
| 2013年8月1日-待查            | 壹電視新聞台 | 《壹早報》         | 主播     |
| 待查                         | 壹電視新聞台 | 《壹早報》         | 氣象主播 |
| 待查                         | 壹電視新聞台 | 《壹電視晚間新聞》 | 氣象主播 |
| 待查                         | 壹電視新聞台 | 《壹電視午間新聞》 | 主播     |
| 2023年5月8日－2023年10月23日 | 壹電視新聞台 | 《透早新聞》       | 主播     |

## 外部連結
- 嬌主播 陳姿利的Facebook專頁